# Gran Premio de las Naciones de Motociclismo de 1966
El Gran Premio de las Naciones de Motociclismo de 1966 fue la undécima prueba de la temporada 1966 del Campeonato Mundial de Motociclismo. El Gran Premio se disputó el 11 de septiembre de 1966 en el Autodromo Nacional de Monza.

## Resultados 500cc

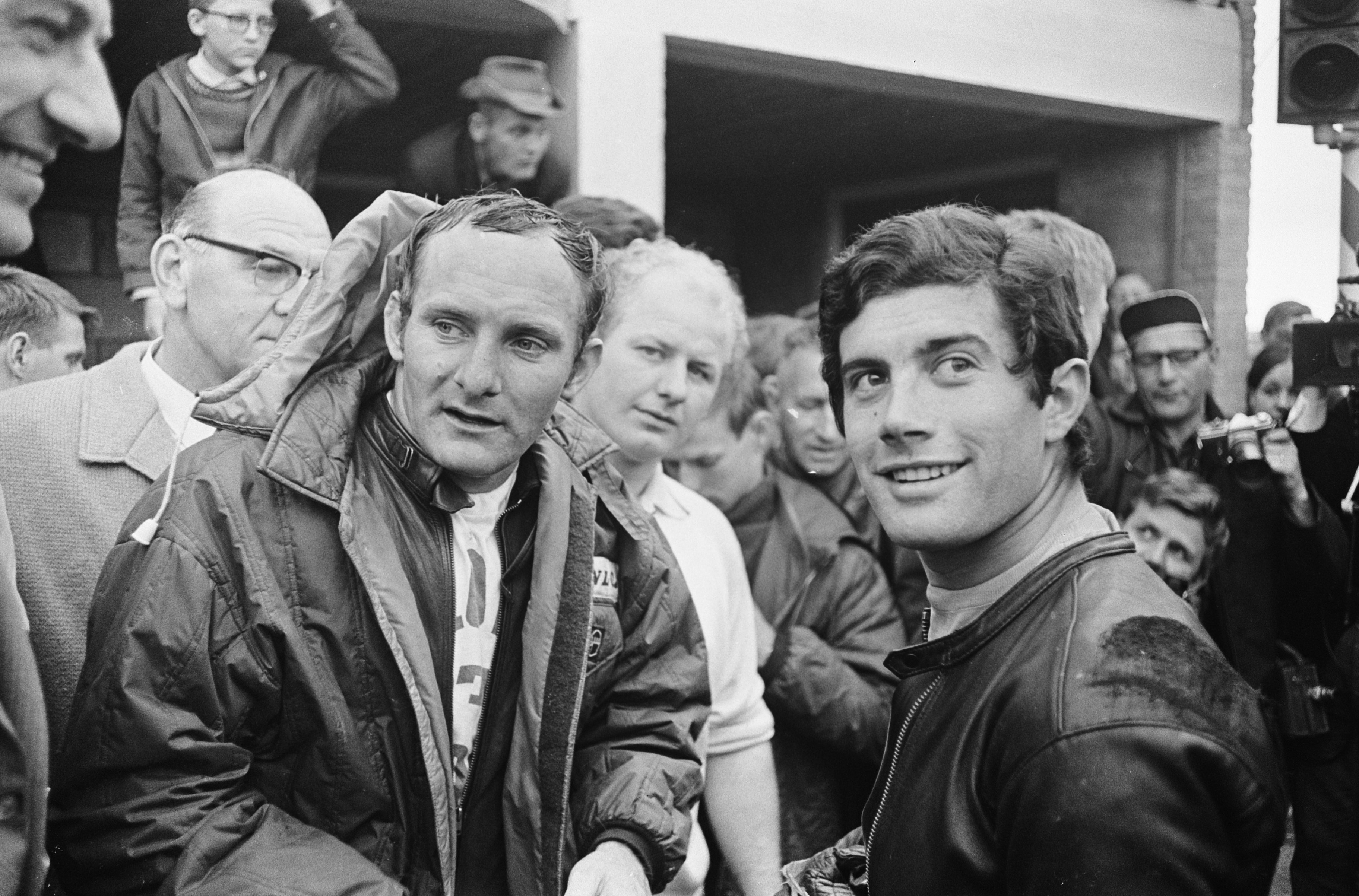
Mike Hailwood y Giacomo Agostini antes de la disputa de la carrera de 500cc en Monza.

En Monza, el título mundial en la clase de 500cc finalmente se decidió. Mike Hailwood tuvo que dejar su Honda RC 181 a un lado en la séptima vuelta con un cigüeñal roto. Des esta manera, Hailwood desperdició la oportunidad de convertirse en el primer piloto en ganar tres títulos mundiales en una temporada. Como resultado, Giacomo Agostini pudo conducir con calma hasta el final y ganar por delante de Peter Williams y Jack Findlay (ambos con Matchless y a más de 2 vueltas). Fred Stevens defendió su segundo lugar con una Paton de dos cilindros durante mucho tiempo, incluso después de una parada en boxes debido a un cable de batería flojo, pero finalmente retrocedió debido a un embrague defectuoso. Empujó el Paton a través de la línea de meta. A pesar de la gran fuerza de las marcas italianas en el campeonato mundial de 500cc, Agostini fue el tercer italiano en convertirse en campeón de 500cc. Umberto Masetti (1952, Gilera) y Libero Liberati (1957, Gilera) lo habían precedido.
| Pos.    | Piloto                | Equipo                            | Tiempo     | Pts. |
| ------- | --------------------- | --------------------------------- | ---------- | ---- |
| 1       | Giacomo Agostini      | MV Agusta                         | 1h 03' 04" | 8    |
| 2       | Peter Williams        | Matchless                         | +2 Vueltas | 6    |
| 3       | Jack Findlay          | Matchless                         | +2 Vueltas | 4    |
| 4       | Fred Stevens          | Paton                             | +2 Vueltas | 3    |
| 5       | Walter Scheimann      | Norton                            | +3 Vueltas | 2    |
| 6       | Eduard Lenz           | Matchless                         | +3 Vueltas | 1    |
| 7       | Derek Lee             | Matchless                         | +3 Vueltas |      |
| 8       | Gyula Marsovszky      | Matchless                         | +3 Vueltas |      |
| 9       | Philippe Canoui       | Matchless                         | +4 Vueltas |      |
| 10      | Maurice Hawthorne     | Norton                            |            |      |
| 11      | Giuseppe Dardanello   | Norton                            |            |      |
| 12      | Vasco Loro            | Norton                            |            |      |
| Ret     | Rudi Thalhammer       | Matchless                         | Ret        |      |
| Ret     | John Dodds            | Norton Motorcycle Company\|Norton | Ret        |      |
| Ret     | Kel Carruthers        | Norton                            | Ret        |      |
| Ret     | Malcolm Stanton       | Norton                            | Ret        |      |
| Ret     | František Šťastný     | Jawa-ČZ                           | Ret        |      |
| Ret     | Karl Hoppe            | Matchless                         | Ret        |      |
| Ret     | Chris Conn            | Norton                            | Ret        |      |
| Ret     | John Cooper           | Norton                            | Ret        |      |
| Ret     | Lewis Young           | Métisse-Matchless                 | Ret        |      |
| Ret     | Mike Hailwood         | Honda                             | Ret        |      |
| Ret     | Ron Chandler          | Matchless                         | Ret        |      |
| Ret     | Benedetto Zambotti    | Norton                            | Ret        |      |
| Ret     | Gianfranco Domeniconi | Norton                            | Ret        |      |
| Ret     | Giovanni Perrone      | Bianchi                           |            |      |
| Fuente: |                       |                                   |            |      |

## Resultados 350cc
Giacomo Agostini ganó la carrera de la ciclindrada de 350cc, al igual que la de 500cc. Mike Hailwood no corrió aquí y los otros dos lugares del podio fueron ocupados por los conductores Aermacchi Renzo Pasolini y Alberto Pagani. Silvio Grassetti pudo resistir a Agostini con la anticuada Bianchi cilindro gemelo por un corto tiempo, hasta que su cigüeñal se soltó y la máquina comenzó a sonar.
| Pos. | Piloto             | Equipo    | Tiempo     | Pts. |
| ---- | ------------------ | --------- | ---------- | ---- |
| 1    | Giacomo Agostini   | MV Agusta | 50' 50"    | 8    |
| 2    | Renzo Pasolini     | Aermacchi | +1 Vuelta  | 6    |
| 3    | Alberto Pagani     | Aermacchi | +1 Vuelta  | 4    |
| 4    | Silvio Grassetti   | Bianchi   | +1 Vuelta  | 3    |
| 5    | František Št'astný | Jawa-ČZ   | +2 Vueltas | 2    |
| 6    | Gustav Havel       | Jawa-ČZ   | +2 Vueltas | 1    |
| 7    | Kelvin Carruthers  | Norton    | +2 Vueltas |      |
| 8    | František Boček    | Jawa-ČZ   | +2 Vueltas |      |
| 9    | Malcolm Stanton    | Norton    | +3 Vueltas |      |
| 10   | Angelo Tenconi     | Aermacchi |            |      |
| 11   | Derek Lee          | AJS       |            |      |
| 12   | Ron Chandler       | AJS       |            |      |

## Resultados 250cc
Mike Hailwood obtuvo su décima victoria de la temporada en la cilindrada de 250cc. Heinz Rosner (MZ) quedó en segundo lugar y Alberto Pagani (Aermacchi) acabó tercero, pero este último llegó una vuelta doblado. Hailwood y Stuart Graham también habían realizado los entrenamientos más rápidos, pero en la carrera Mike Duff podían seguir el ritmo durante mucho tiempo con la vieja Yamaha RD 56 de dos cilindros. Sin embargo, tuvo que detenerse para cambiar las bujías y cayó al duodécimo lugar. Phil Read y Bill Ivy no comenzaron con su Yamaha RD 05 de cuatro cilindros. Graham se retiró debido a un resorte roto en su mecanismo de cambio.
| Pos. | Piloto             | Equipo    | Tiempo     | Pts. |
| ---- | ------------------ | --------- | ---------- | ---- |
| 1    | Mike Hailwood      | Honda     | 41' 29" 7  | 8    |
| 2    | Heinz Rosner       | MZ        | +1' 22" 2  | 6    |
| 3    | Alberto Pagani     | Aermacchi | +1 Vuelta  | 4    |
| 4    | Jack Findlay       | Bultaco   | +2 Vueltas | 3    |
| 5    | Bruce Beale        | Honda     | +1 Vuelta  | 2    |
| 6    | Giuseppe Visenzi   | Aermacchi | +2 Vueltas | 1    |
| 7    | Gyula Marsovszky   | Bultaco   | +2 Vueltas |      |
| 8    | František Št'astný | Jawa      | +2 Vueltas |      |
| 9    | Rex Avery          | Bultaco   | +2 Vueltas |      |
| 10   | Peter Dürr         | Aermacchi | +3 Vueltas |      |
| 11   | E. Canova          | Aermacchi |            |      |
| 12   | Mike Duff          | Yamaha    |            |      |
| 13   | Giacomo Polenghi   | Bultaco   |            |      |
| 14   | Menconi            | n.d.      |            |      |
| 15   | Impero Palazzi     | n.d.      |            |      |
| 16   | Angelo Orsenigo    | n.d.      |            |      |
| Ret  | Stuart Graham      | Honda     | Ret        |      |
| Ret  | Renzo Pasolini     | Aermacchi | Ret        |      |

## Resultados 125cc
En el octavo de litro, el motor de la Honda cinco cilindros era demasiado rápida para cualquier rival. El campeón mundial Luigi Taveri ganó, su compañero de equipo Ralph Bryans quedó en segundo lugar. Phil Read pudo seguir a los dos por un tiempo, pero retrocedió e incluso fue superado por su compañero de equipo Bill Ivy. Read no permitió que eso sucediera. Recuperó el tercer lugar, pero se quedó a tan solo una décima por delante de Ivy.
| Pos. | Piloto                | Moto    | Tiempo     | Pts. |
| ---- | --------------------- | ------- | ---------- | ---- |
| 1    | Luigi Taveri          | Honda   | 34' 57" 3  | 8    |
| 2    | Ralph Bryans          | Honda   | +10" 8     | 6    |
| 3    | Bill Ivy              | Yamaha  | +28" 8     | 4    |
| 4    | Phil Read             | Yamaha  | +28" 9     | 3    |
| 5    | Peter Williams        | EMC     | +1 Vuelta  | 2    |
| 6    | Walter Scheimann      | Honda   | +1 Vuelta  | 1    |
| 7    | Kel Carruthers        | Honda   | +1 Vuelta  |      |
| 8    | Giuseppe Visenzi      | Honda   | +1 Vuelta  |      |
| 9    | Bruce Beale           | Honda   | +2 Vueltas |      |
| 10   | Giacomo Polenghi      | Bultaco | +2 Vueltas |      |
| 11   | Ginger Molloy         | Bultaco |            |      |
| 12   | Siegfried Lohmann     | n.d.    |            |      |
| 13   | Gianemilio Marchesani | Paton   |            |      |
| 14   | Ermete Mencaglia      | n.d.    |            |      |
| 15   | Alberto Capocci       | n.d.    |            |      |
| 16   | Accorsi               | Ducati  |            |      |

## Resultados 50cc
la clase de 50cc era la única (junto a la de 500cc) donde aún no se había decidido. Hans-Georg Anscheidt, que hasta entonces había tenido un inicio frustrante ya que su Suzuki RK 66 inicialmente no quería encenderse. Pero una vez arrancó, superó Hugh Anderson y luego a Luigi Taveri y Ralph Bryans. Anscheidt batió el récord de carrera y ganó la carrera. Taveri y Bryans ahora tenían 26 puntos netos y Anscheidt tenía 25. Netos, por lo tanto, el título tenía que decidirse en el Gran Premio de Japón.
| Pos. | Piloto               | Moto   | Tiempo    | Pts. |
| ---- | -------------------- | ------ | --------- | ---- |
| 1    | Hans-Georg Anscheidt | Suzuki | 24' 46" 3 | 8    |
| 2    | Ralph Bryans         | Honda  | +20" 2    | 6    |
| 3    | Luigi Taveri         | Honda  | +28" 1    | 4    |
| 4    | Hugh Anderson        | Suzuki | +1' 00" 7 | 3    |
| 5    | Barry Smith          | Derbi  | +1 Vuelta | 2    |
| 6    | André Roth           | Derbi  | +1 Vuelta | 1    |
| 7    | Horst Seidl          | Honda  |           |      |
| 8    | Jean-Louis Pasquier  | Derbi  |           |      |